# Теттенборн, Фридрих Карл
Барон Фридрих Карл фон Теттенборн (Тетенборн; нем. Friedrich Karl von Tettenborn) (1778—1845) — немецкий генерал и дипломат, во время войн против Наполеона (1811-1818) состоявший на русской службе.

## Биография
Родился 19 февраля 1778 г. в Тюбингене. Образование получил на математических факультетах Геттингенского и Иенского университетов. В 1795 г. поступил юнкером в австрийский легкоконный полк графа Кинского, в составе которого принял участие в Нидерландской и Рейнской кампаниях против Наполеона. В 1796 г. получил чин лейтенанта, в 1799 г. за отличие в сражении при Гогенлиндене произведён в ротмистры. 
В 1805 г. находился под началом генерала Макка в сражении под Ульмом и при окружении австрийцев французами сумел вырваться из кольца вместе с кавалерией эрцгерцога Фердинанда. В 1808 г. состоял в свите генерала Шварценберга, посланного в Россию для переговоров. В 1809 г. в составе австрийских войск снова участвовал в войне с французами.
Военные неудачи побудили его покинуть австрийскую службу и, под влиянием графа Чернышёва, перейти в 1811 г. на русскую. С началом Отечественной войны 1812 г. он был 31 августа назначен в отряд генерала Винцингероде, где неоднократно проявил себя удачными делами. По выступлении французов из Москвы Тетенборн с командовал одним из партизанских отрядов. Особо отличился при преследовании наполеоновских войск, где при форсировании Немана казачий полк под его командой разбил прусский кавалерийский полк. 6 декабря 1812 г. Теттенборн был произведён в полковники и 8 марта 1813 г. был награждён орденом св. Георгия 4-й степени (№ 1187 по кавалерскому списку Судравского и № 2402 по списку Григоровича — Степанова):
В воздаяние ревностной службы и отличия, оказанного при поражении неприятеля под Вильною и преследовании онаго от Дакчицы, где, находясь под командою генерал-адъютанта Голенищева-Кутузова, действовал с отличною храбростию и благоразумием.
31 июля того же года Теттенборн получил тот же орден 3-й степени (№ 313)
В воздаяние отличной храбрости и мужества, оказанных в сражениях против французских войск при преследовании неприятеля с 18 октября по 1 января 1813 года.

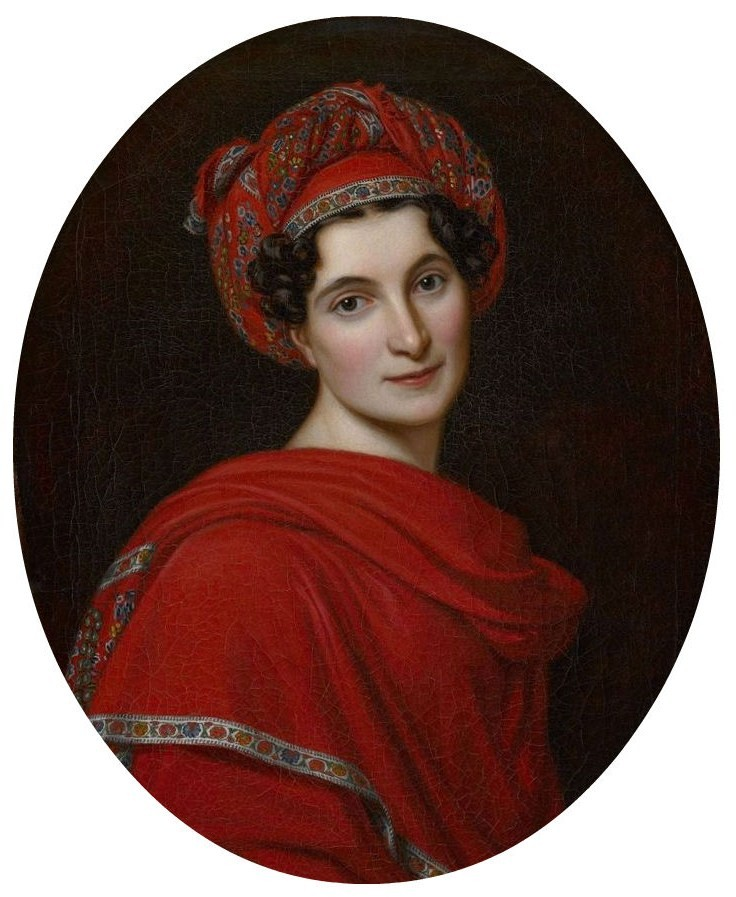
Тереза фон Теттенборн на портрете Й. К. Штилера (1815)

В Заграничной кампании 1813 года в феврале 1813 г. при обложении Берлина Теттенборн командовал бригадой из четырех казачьих полков и нескольких эскадронов Казанского драгунского и Изюмского гусарского полков и, отражая вылазку французской кавалерии, на их плечах первым ворвался в город, защищаемый 8-тысячным корпусом французов.
Затем, командуя сводным отрядом из четырёх казачьих полков и пяти батальонов прусских и мекленбургских ополченцев, был послан на помощь восставшему населению Гамбурга, совершил рейд по французским тылам и 7 марта ворвался в город, вынудив к бегству втрое превосходящий его французский гарнизон генерала Клода Карра-Сен-Сира и захватив 6 пушек. Сформировав из жителей города «Ганзейский легион» (ок. 6 000 человек), Теттенборн держался в нём около 4 недель против превосходящих сил корпуса маршала Даву. За взятие Гамбурга был 16 марта произведён в генерал-майоры. Оставил город без боя в ночь с 29 на 30 мая 1813 года, когда Дания внезапно вступила в войну на стороне Наполеона, а союзный шведский отряд внезапно покинул Гамбург.
В августе 1813 г. находился в отряде Вальмодена и сделал удачный набег на Бремен. 15 октября 1813 занял Бремен, вскоре под натиском французов оставил город, но 4 ноября вновь захватил его.
В январе 1814 г. он был назначен командиром корпуса лёгкой кавалерии, которому было поручено поддерживать сообщение между Главной и Силезской армиями во Франции и, состоя с своим корпусом в подчинении генерала Винцингероде, принял участие в сражении при Арси-сюр-Обе и под Парижем, за отличие в при взятии французской столицы награждён золотой саблей с алмазами и надписью «За храбрость».
30 марта 1818 г. Теттенборн уволилися с русской службы и перешел на службу в Великом герцогстве Баден, где был назначен посланником в Вену. Умер в Вене 9 декабря 1845 г. в звании генерал-лейтенанта баденской службы (по ошибочным данным «Русского биографического словаря» умер 3 декабря 1844 г.).

## Награды
Российской империи:

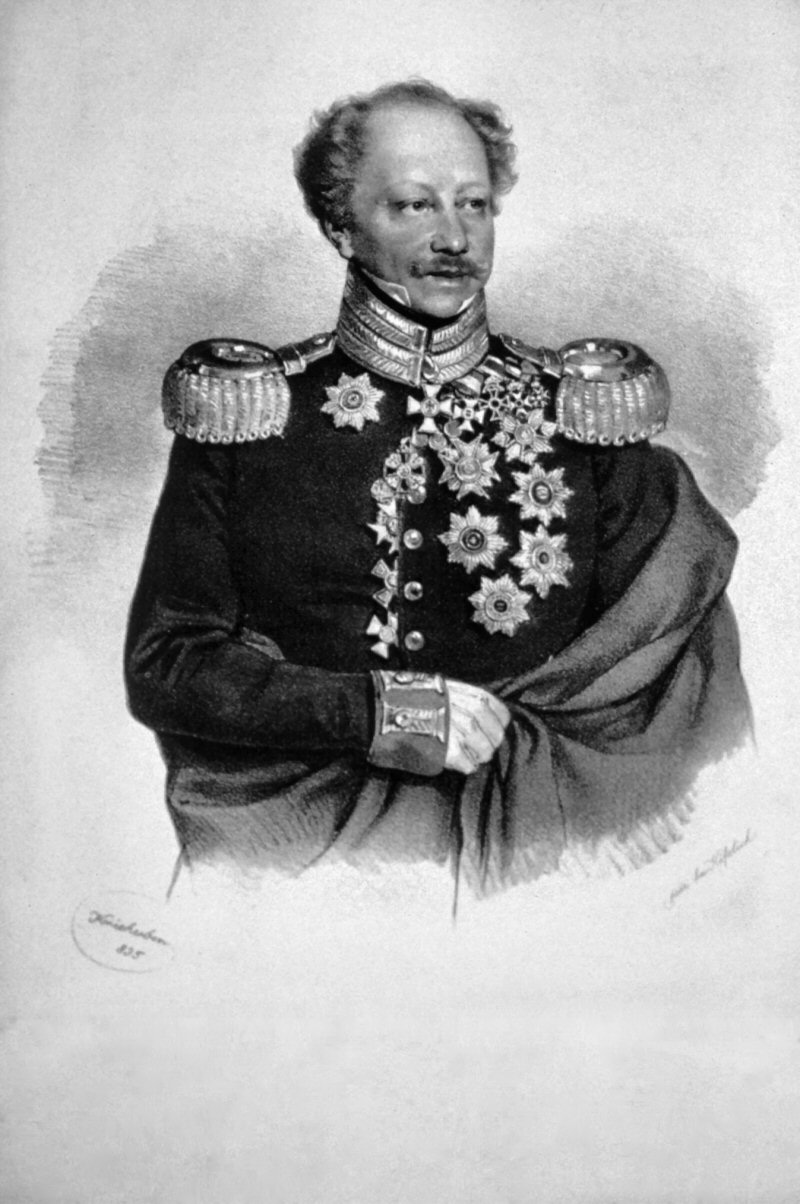
Литография 1835 года

- Орден Святого Георгия 4-й степени (8 марта 1813)
- Орден Святой Анны 1-й степени (12 июля 1813)
- Орден Святого Георгия 3-й степени (31 июля 1813)
- Золотое оружие «За храбрость», украшенное бриллиантами
- Орден Святого Владимира 2-й степени

Иностранных государств:
- Почетный гражданин Гамбурга (1813)
- Почетный гражданин Бремена (1813)
- Орден Верности (1834, великое герцогство Баден)
- Орден Военных заслуг Карла Фридриха командорский крест (великое герцогство Баден)
- Орден Церингенского льва большой крест (великое герцогство Баден)
- Орден Железной короны 1-й степени (Австрийская империя)
- Военный орден Марии Терезии кавалерский крест (Австрийская империя)
- Австрийский орден Леопольда кавалерский крест (Австрийская империя)
- Орден Красного орла 2-го класса (королевство Пруссия)
- Орден Почётного легиона офицерский крест
- Орден Меча командорский крест (королевство Швеция, после реформы ордена 1873 года соответствует командору I класса (KSO1kl))
- Орден Золотого льва (30 ноября 1814, великое герцогство Гессен)
- Орден Людвига 1-й степени (великое герцогство Гессен)
- Военный орден Максимилиана Иосифа рыцарский крест (1815, королевство Бавария)

## Семья

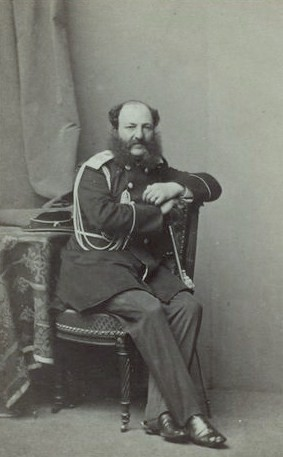
Сын Александр (1865)

Жена —  Тереза Александра Чамот (1788—1876), родилась во Франкфурте, в первом браке была замужем за бароном Фридрихом Александром фон Бернусом (1778—1867) и имела  двоих детей. После развода стала женой генерала Теттенборна. Умерла 11 сентября 1876 года в аббатстве Нойбург в Гейдельберге, принадлежавшем её сыну Францу фон Бернусу. 
- Сын — Александр (1815—1889), генерал-майор и гофштальмейстер двора, был женат на старшей дочери золотопромышленника Наталье Ивановне Базилевской (1829—1869). 
  - Внучка — Александра (1849—1930, Ленинград) от брака с бароном Людвигом Егоровичем Остен-Сакен (1836—1909) имела четырех сыновей — Ивана, Константина, Александра и Василия, которому в 1913 году Высочайшим указом было дозволено присоединить фамилию Теттенборн и именоваться с потомством бароном фон дер Остен-Сакен-Тетенборн.

Правнуки: 
- Александр Львович (Людвигович) фон дер Остен-Сакен
- Иван Людвигович Остен-Сакен (1872—1909). В 1894 году окончил Императорский Александровский лицей, служил в министерстве земледелия и государственных имуществ. Был депутатом Санкт-Петербургского губернского дворянского собрания, почетным мировым судьей Петергофского уезда и членом совета Санкт-Петербургского Ольгинского детского приюта трудолюбия. Покончил жизнь самоубийством, запутавшись в долгах. Его жена — Мария Рафаиловна Николаева, дочь М.К.Тенишевой. Дочь — Ольга (род. в 1903).
- Константин Людвигович фон дер Остен-Сакен (1874—1937). Окончил Санкт-Петербургский Императорский университет. После революции проживал с матерью в Петрограде (Ленинграде) в квартире на улице Якубовича дом 24. Работал старшим архивистом в Государственном гидрологическом институте. Был арестован, обвинен в шпионаже, срок отбывал в Соловецком лагере особого назначения. После отбытия двух лет наказания выслан в город Грязовец Вологодской области. 4 декабря 1937 года в Вологодской области за контрреволюционные преступления было осуждено 289 человек, из них 234 приговорено к высшей мере наказания. В этот список попал и К.Л.Остен-Сакен. Место захоронения неизвестно.
- Василий Людвигович фон дер Остен-Сакен-Теттенборн (1881—1949, Буэнос-Айрес). После революции эмигрировал за границу. В Германии — секретарь С.Д.Боткина. После Второй мировой войны уехал в Южную Америку.